# Поха, Анатолий Андреевич
Анатолий Андреевич Поха (укр. Анатолій Андрійович Поха; 1950, село Кадиевка, Каменец-Подольская область, Украинская ССР, СССР — 6 февраля 2023, Луцк, Украина) — украинский деятель, председатель Луцкого горисполкома.

## Биография
Окончил Киевский инженерно-строительный институт.
Трудовую деятельность начал мастером строительного управления «Жилстрой-3» треста «Волыньстрой». С 1977 года работал начальником технического отдела, главным инженером треста — площадки "Луцкпромстрой" комбината "Волыньпромстрой", затем главным инженером строительного управления "Промстрой-4". Член КПСС.
С 1979 года — инструктор отдела строительства Волынского областного комитета КПУ.
С 1984 года — заместитель председателя исполнительного комитета Нововолынского городского совета народных депутатов Волынской области. Затем работал начальником управления капитального строительства Луцкого горисполкома.
С 1987 по февраль 1991 года — 1-й заместитель председателя исполнительного комитета Луцкого городского совета народных депутатов Волынской области.
С февраля 1991 по июля 1994 года — председатель Луцкого городского совета народных депутатов и исполнительного комитета Луцкого городского совета народных депутатов Волынской области.
Затем — председатель Волынской областной организации политической партии «Украина Соборная».
Умер 6 февраля 2023 года в Луцке.